# Тимофєєв Руслан Сергійович
Тимофєєв Руслан (нар. 3 червня 1991, Макіївка, Донецька область, Україна) — український підприємець, інвестор, засновник венчур-білдера CLUST, засновник і керівний партнер венчурного фонду Adventures Lab.

## Життєпис
Руслан Тимофєєв народився 3 червня 1991 року в Макіївці, Донецька область Україна. Навчався спочатку у Донецькому національному університеті імені Василя Стуса, а потім у Харківському національному університеті ім. Я. Мудрого, який закінчив 2013 року за спеціальністю «Правознавство».

### Кар'єра
У віці 18 років під час навчання в університеті Тимофєєв почав займатись інтернет-маркетингом в соціальних мережах, працюючи з темами особистого розвитку та підприємництва.
У 2013 році разом із партнером заснував CPA-мережу Everad у сфері Health & Beauty. Тимофєєв займався операційними процесами, зокрема маркетингом і залученням нової аудиторії. Мережа отримала кілька міжнародних нагород та розширила діяльність на понад 45 країн.
У 2014 році почав інвестувати у стартапи. У 2019 році Руслан Тимофєєв продав свою частку в компанії Everad і зосередився на інвестиційній діяльності. Того ж року разом з партнерами заснував венчурний фонд Adventures Lab, який спеціалізується на передстартовому та стартовому фінансуванні IT-проектів. Як засновник і керуючий партнер фонду Adventures Lab, Тимофєєв є одним із інвесторів стартапу Reface. Також у портфелі Adventures Lab присутні такі стартапи, як Deckrobot, Salo, Onenotary, Narrativebi, StreamHero, EduDo та інші. Загальний обсяг інвестицій Adventures Lab складає більше ніж $15 млн. У 2021 у портфель компанії ввійшли американський стартап Narrative BI та український стартап для музичного відеопродакшну Pibox.
У 2021 заснував футзальний клуб CLUST, який виступає в Екстра-Лізі України.
У 2022 році Руслан Тимофєєв заснував венчур-білдер CLUST, який займається запуском і розвитком українських ІТ-бізнесів, а також виведенням нових продуктів на ринки Європи, Азії, Латинської Америки та США.
У 2022 році Тимофєєв ініціював проєкт інноваційних укриттів для студентів під назвою CLUST SPACE. Перше укриття було збудовано 25 січня 2024 року в Науково-технічній бібліотеці при КПІ ім. І. Сікорського. Компанія Тимофєєва CLUST здійснює управління проектом. Друге смартукриття CLUST SPACE будується для студентів ДНУ ім. О. Гончара в Дніпрі.
У 2024, компанія CLUST Руслана Тимофєєва вивела український бренд вітамінів і дієтичних добавок Perla Helsa на ринок Польщі.

## Бізнес-активи
Станом на 2024 рік Тимофєєв був власником або співвласником таких підприємств:
- Венчурний фонд Adventures Lab — засновник і керівний партнер[17][18][19]
- Венчур-білдер CLUST — засновник[20][21]
- Bootsy Venture Studio — співзасновник і консультант[17]

## Благодійність
Тимофєєв надає підтримку олімпіадам з математики, сприяючи залученню дітей та підлітків до розвитку в сфері науки та технологій.
У 2022 році компанія Тимофєєва CLUST перерахувала 1,35 млн грн на підтримку Збройних сил України, передала техніку за запитами ЗСУ та територіальної оборони, а також зібрала і передала ноутбуки для вчителів з Маріуполя для проведення онлайн-занять. Футзальний клуб CLUST брав участь у благодійних матчах і турнірах, де збиралися кошти на гуманітарну допомогу соціально незахищеним верствам населення.
За ініціативою Руслана Тимофєєва компанія CLUST розробила проєкт інноваційних укриттів для студентів — CLUST Space, спрямований на забезпечення безперервного освітнього процесу та впровадження сучасних заходів безпеки. Перше смарт-укриття побудовано на базі книгосховища центральної науково технічної бібліотеки при КПІ ім. І. Сікорського та коштувало $415 000. Проект було підтримано Міністерством освіти, Державною службою з надзвичайних ситуацій (ДСНС), ректором КПІ ім. І. Сікорського Михайлом Згуровським, Sikorsky Challenge, defence-tech кластером Brave1, КМДА та БФ Свічадо. У 2024 році, під час нагороди представників Малої академії наук України, CLUST Space відвідав президент Володимир Зеленський. До проектування укриттів було залучено студентів Київського національного університету будівництва і архітектури (КНУБА).